# Новий Олесець
Новий Олесець (пол. Nowy Olesiec) — село в Польщі, у гміні Хоч Плешевського повіту Великопольського воєводства.
Населення — 139 осіб (2011).
У 1975-1998 роках село належало до Каліського воєводства.

## Демографія
Демографічна структура станом на 31 березня 2011 року:
|          | Загалом | Допрацездатний вік | Працездатний вік | Постпрацездатний вік |
| -------- | ------- | ------------------ | ---------------- | -------------------- |
| Чоловіки | 72      | 17                 | 45               | 10                   |
| Жінки    | 67      | 12                 | 39               | 16                   |
| Разом    | 139     | 29                 | 84               | 26                   |